# Josenii Bârgăului, Bistrița-Năsăud
Josenii Bârgăului (maghiară Alsóborgó, germană Unterburgau) este satul de reședință al comunei cu același nume din județul Bistrița-Năsăud, Transilvania, România.